# Phaonia whiteheadi
Phaonia whiteheadi este o specie de muște din genul Phaonia, familia Muscidae, descrisă de Malloch în anul 1928. Conform Catalogue of Life specia Phaonia whiteheadi nu are subspecii cunoscute.